# 中澤氏家薬業
中澤氏家薬業株式会社（なかざわうじけやくぎょう）はメディパルホールディングス傘下で、高知県内の最大の医薬品総合卸企業でもある。

## 概要
- 本社所在地：高知県南国市伊達野501番地
- 資本金：4,781万円
- 従業員数：382名
- 代表者：代表取締役社長 中澤 栄一郎

## 沿革
- 1832年：香美郡岸本村（現・香南市）で中澤薬業を創業。
- 1942年：高知市で営業開始。
- 1947年：本社を高知市に移転。
- 1949年：中澤薬業株式会社に商号変更。
- 1950年：香川県丸亀市で氏家薬品株式会社を設立。
- 1995年：氏家薬品と合併。現商号に変更。同時に高知・香川の2本社制になる。
- 2004年2月：愛媛県のよんやくと業務提携。
- 2004年10月：持株会社の四国薬業株式会社を設立。
- 2005年10月：メディセオ・パルタックホールディングス（現・メディパルホールディングス）の傘下となる。
- 2010年6月：建物の賃貸契約を結んでいる薬局に製品の購入を強要したことが独占禁止法違反（不公正な取引方法）にあたる恐れがあるとして、公正取引委員会から警告を受ける。[1]
- 2017年5月8日：本社を南国市に移転[2]。

## 事業所
- 高知本社、香川本社（綾歌郡綾川町）、安芸出張所、須崎駐在所、宿毛連絡所、中村出張所（四万十市）

## 主要取引メーカー
- 武田薬品、アステラス製薬、エーザイ、バイエル薬品、大塚製薬、田辺三菱製薬、キヤノンメディカルシステムズ、三洋電機、バイエルクロップサイエンス、住友化学、不二製油、日産化学工業